# 異扭稜六邊形鑲嵌
在幾何學中，異扭稜六邊形鑲嵌是歐幾里德平面上六邊形鑲嵌的一種變形，是種平面鑲嵌，屬於複合正多邊形密鋪的一種，其為Krötenheerdt提出的較有系統的不均勻半正鑲嵌圖之一。
異扭稜六邊形鑲嵌的結構類似於異扭稜正方形鑲嵌，其扭稜不完全，只在一直線上，並未環繞原始的面。異扭稜六邊形鑲嵌看起來像正方形鑲嵌經過扭稜變換的結果，但實際上與扭稜六邊形鑲嵌不同，因此稱為異扭稜六邊形鑲嵌。
異扭稜六邊形鑲嵌並未被歸類在半正鑲嵌圖之中，只在擬半正鑲嵌圖，因為異扭稜六邊形鑲嵌與異扭稜正方形鑲嵌不同，因為異扭稜正方形鑲嵌只有一種頂點，而異扭稜六邊形鑲嵌有二種頂點，分別為「四個三角形與六邊形的公共頂點」和「二個三角形與二個六邊形的公共頂點」。但其對稱性同為cmm群。

## 圓堆砌
異扭稜六邊形鑲嵌可以進行圓堆砌。

## 相關多面體及鑲嵌
另外一種異扭稜鑲嵌：異扭稜正方形鑲嵌
另外異扭稜三角形鑲嵌則與三角形鑲嵌相同。